# Callisthene major
Callisthene major là một loài thực vật có hoa trong họ Vochysiaceae. Loài này được Mart. mô tả khoa học đầu tiên năm 1826.